# Low Force Helix

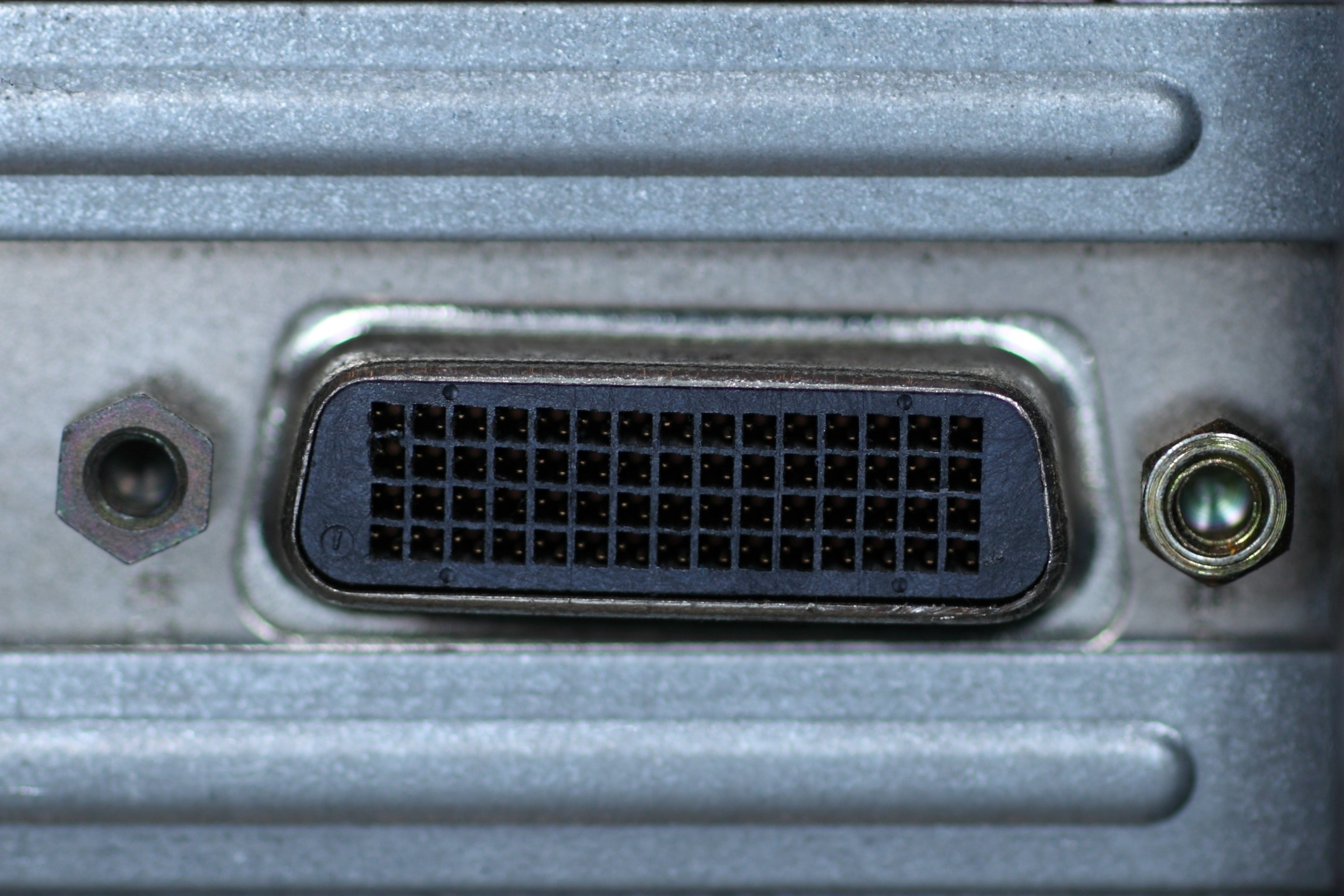
Connettore LFH60F

Il Low Force Helix (LFH) è un connettore elettrico a 60 piedini (4 righe di 15 piedini) con segnali per 2 connettori digitali e analogici. È stato sviluppato dalla statunitense Molex.
Il connettore LFH è tipicamente usato con le workstation, poiché esso può connettere la sorgente grafica di un singolo computer fino a quattro differenti monitor. L'interfaccia standard è un connettore LFH a 60 piedini con due cavi VGA o DVI. Questo sistema fornisce agli utenti la flessibilità per diverse configurazioni di visualizzazione, anche se rinuncia ai connettori standard DVI o VGA, pertanto il connettore LFH è inutilizzabile senza un adattatore.
Usare l'interfaccia LFH richiede una scheda video con proprietà multi-monitor e una porta LFH. Solo pochi produttori di schede video implementano tali schede.
Costruttori di schede grafiche che usano tale standard sono NVIDIA e Matrox. Anche la Cisco Systems usa tale standard per alcuni suoi router.